# X 52000
Les X 52000 sont des autorails diesel-électriques résultant de la transformation en 1952-1953 des autorails dits « nez de cochon » construits en 1936-1937 par Decauville et livrés au PLM sous l'immatriculation PLM ZZ P 1 à 9, puis ZZ DC 2001 à 2009 (1937) et enfin X DC 2001 à 2009 (SNCF, 1947). 
Ils ont perdu à l’occasion de cette transformation, les longs capots moteur qui conféraient à leurs prédécesseurs une silhouette si particulière, au profit d’extrémités semblables à celles des X 52100, avec les moteurs placés transversalement derrière les cabines de conduite.
Ils ont fait toute leur carrière au dépôt de Grenoble.

## Description

### Aménagements intérieurs et livrée
Lors de la transformation en 1952 et 1953 des XDC 2000, sur le même modèle que les X 52100, ils reçoivent la livrée rouge et crème de la SNCF (avec toit crème), puis voient leur toiture peinte en rouge.

## Carrière et services effectués
Les autorails X 52000 peuvent tracter seuls une à trois remorques d'autorails. Ils ont circulé en train MV mixte voyageurs-marchandises avec un à cinq wagons marchandises[réf. nécessaire].
Ils peuvent circuler en jumelage avec d'autres autorails comme les X 52100, les X 2400 ou les X 4200, chaque engin moteur devant avoir un conducteur.
Ces autorails ont effectué toute leur carrière au Centre Autorails de Grenoble (annexe du dépôt de Grenoble) de 1938 à 1973.
- Grenoble - Lyon-Perrache
- Lyon-Perrache - Saint-Étienne
- Grenoble - Rives - Beaurepaire - Saint-Rambert-d'Albon
- Saint-Rambert-d'Albon - Livron
- Valence - Livron - Veynes
- Valence - Grenoble - Chambéry - Aix-les-Bains - Culoz
- Valence - Grenoble - Chambéry - Aix-les-Bains - Culoz - Genève (en service international)
- Grenoble - Veynes - Saint-Auban - Digne (relation créée en juin 1953)
- Grenoble - Veynes - Marseille
- Marseille - Veynes - Gap - Briançon
- Grenoble - Veynes - Gap - Briançon
- Valence - Veynes - Gap - Briançon
- Chambéry - Bourg-Saint-Maurice
- Chambéry - Modane
- Chambéry - Albertville
- Albertville - Ugine - Annecy
- Grenoble - Annecy
- Lyon-Perrache - Lyon-Brotteaux - Ambérieu - Culoz
- Grenoble - Saint-Georges-de-Commiers - Vif

Ils sont reformés en 1973, le dernier trajet a lieu le 10 juin entre Grenoble et Vif aller/retour, pour un voyage d'adieu organisé par l'Association des modélistes ferroviaires de Grenoble (AMFG) avec les XABDP 52006 et XABDP 52101 encadrant deux remorques Decauville.

## Modélisme
Ces autorails ont été reproduits en HO par l'artisan DutDut productions (kits à monter et à peindre).